# Саввино (Дмитровський міський округ)
Са́ввино (рос. Саввино) — присілок у складі Дмитровського міського округу Московської області, Росія.

## Населення
Населення — 17 осіб (2010; 25 у 2002).
Національний склад (станом на 2002 рік):
- росіяни — 96 %